# 侧扁黄黝鱼
侧扁黄黝鱼（学名：Hypseleotris compressocephalus）为塘鳢科黄黝鱼属的鱼类。在中国，分布于广东韩江水系、龙津河水系、东江水系和漠阳江水系、福建等，常见于淡水底栖以及栖息于河川小溪中。该物种的模式产地在广东海丰县莲花山通海的小溪。